# Antonio Curti
Antonio Curti (Milano, 1858 – Cannobio, 1945) è stato un giornalista, storico, commediografo, poeta dialettale e pittore italiano.

## Biografia
Espressione di quella borghesia lombarda nata durante il nostro Risorgimento, Curti partecipò alla vita pubblica con l'incarico di Segretario dell'Associazione della Storia del Risorgimento; fu anche promotore della raccolta di documenti sulla grande guerra, organizzatore della prima esposizione nazionale napoleonica, direttore della rivista “Napoleone”, vicepresidente dell'Associazione “Trento e Trieste” e promotore degli “Amici della Polonia”.
Collaborò, scrivendo articoli su folklore e storia, con parecchie testate: “Lombardia”, “Perseveranza”, “Resto del Carlino”, “Secolo illustrato”.
Tradusse in dialetto milanese Il Mattino di Giuseppe Parini.
Come pittore, prese parte a diverse esposizioni a Brera e alla Permanente.
Intrattenne rapporti di amicizia con altri famosi pittori: Tranquillo Cremona, Mosè Bianchi, Vespasiano Bignami, Giannino Antona Traversi.
Massone, fu membro del Grande Oriente d'Italia.
Il  Fondo Antonio Curti (archiviato dall'url originale il 4 marzo 2016). è conservato presso la Biblioteca Comunale Sormani di Milano.

## Opere
- La Mattina. Traduzione in dialetto milanese del "Mattino" di Giuseppe Parini con prefazione del Dott. Lodovico Corio, Milano, Carlo Aliprandi, Editore, 1900;
- Domokos. Episodio eroico, versi milanesi; con cenno storico di L. Corio, Milano, Società editrice lombarda, 1900;
- Foeuj sècch, Milano, Carlo Aliprandi, 1901;
- Commedie in dialetto milanese, Milano, 1902;
- A la Polonia, Milano, la Poligrafica, 1903 (1ª edizione; 2ª edizione: Casa Editrice Renzo Streglio, 1907);
- Sua Maestà l'Orpello, Milano, F.lli Treves, 1907;
- Napoleone I nel pensiero italiano, Milano, 1914;
- La giornada del lócch (La giornata del teppista), Milano, Quintieri editore, 1916;
- Carlo Maria Maggi, Milano, 1930;
- Chi era? Dizionario degli italiani d'oggi, Roma, A.F., 1931, p. 223;
- La Muffa, commedia in tre atti. Il decoro, commedia in un atto. Prefazione di Renato Simoni, Milano, V. Colonnello, 1935.